# Octavio Vicent
Salvador Octavio Vicent Cortina conegut com a Octavio Vicent va ser un escultor i tallador d'imatges valencià i ocasionalment també artista faller. Va nàixer el 25 de desembre de 1913 i va morir a València el 20 d'octubre de 1999.

## Biografia
Fill de l'escultor Carmelo Vicent. El 1930 va ingressar a la Real Academia de Bellas Artes de San Fernando i el 1935 va aconseguir per oposició la pensió Piquer d'aquesta institució que li va permetre continuar la seva preparació acadèmica en l'Accademia delle Belle Arti de Florència. En finalitzar la Guerra civil espanyola, en la qual va participar com combatent, va regressar a València natal.

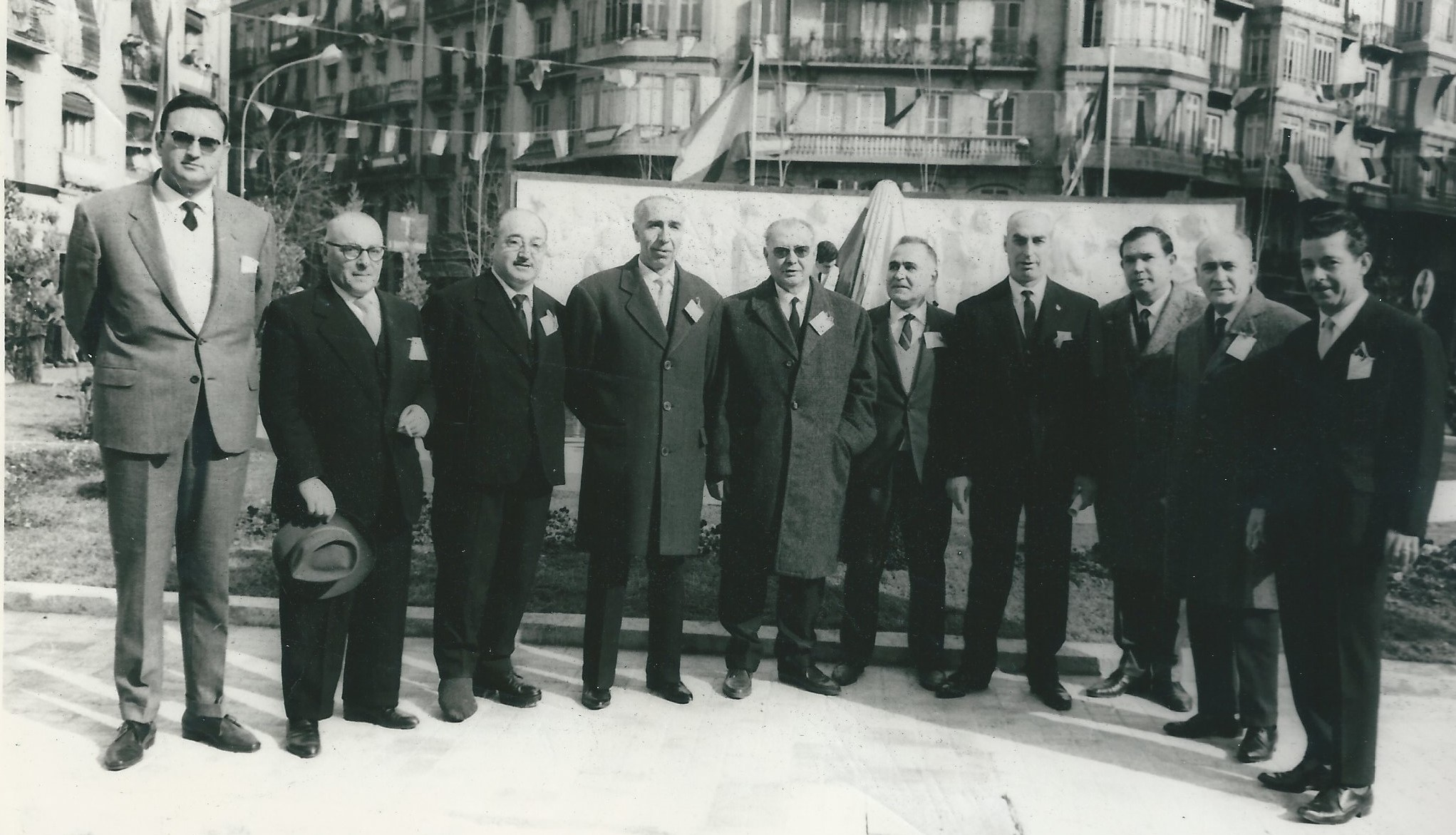
Inauguració del monument al mestre Serrano, València 28 de febrer de 1965.

En 1945 va obtenir la tercera medalla de l'Exposició Nacional de Belles Arts amb una obra que representa al màrtir Sant Sebastià. En 1947 va guanyar per oposició la càtedra de modelatge al natural de la Reial Acadèmia de Belles Arts de Sant Carles de València i en 1948 obté la segona medalla de l'Exposició de Belles Arts de Madrid amb dos relleus "La música profana" i "la música religiosa". Va ser primer premi d'Escultura Mediterrània a Alacant en 1957. En 1958 rep el Premi Nacional d'Escultura, i en 1959 el Premi Guadalquivir de Sevilla.
Va realitzar nombroses exposicions, com per exemple el març l'any 1962 a la Galeria Estil de València.
El 2013 la policia de la Generalitat Valenciana descobreix tres escultures seves que anaven a ser foses.

## Obra

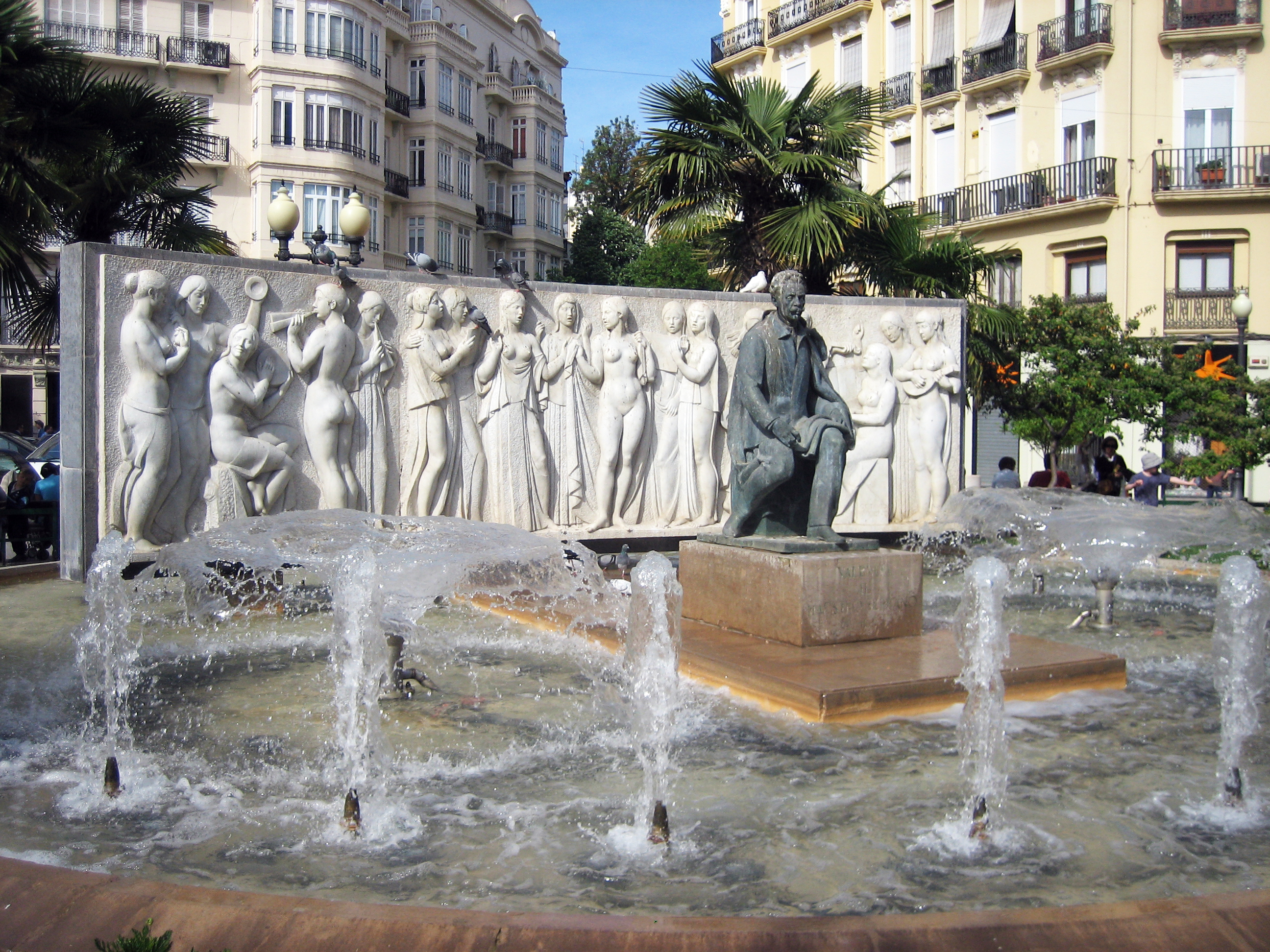
Font Memorial Mestre Serrano

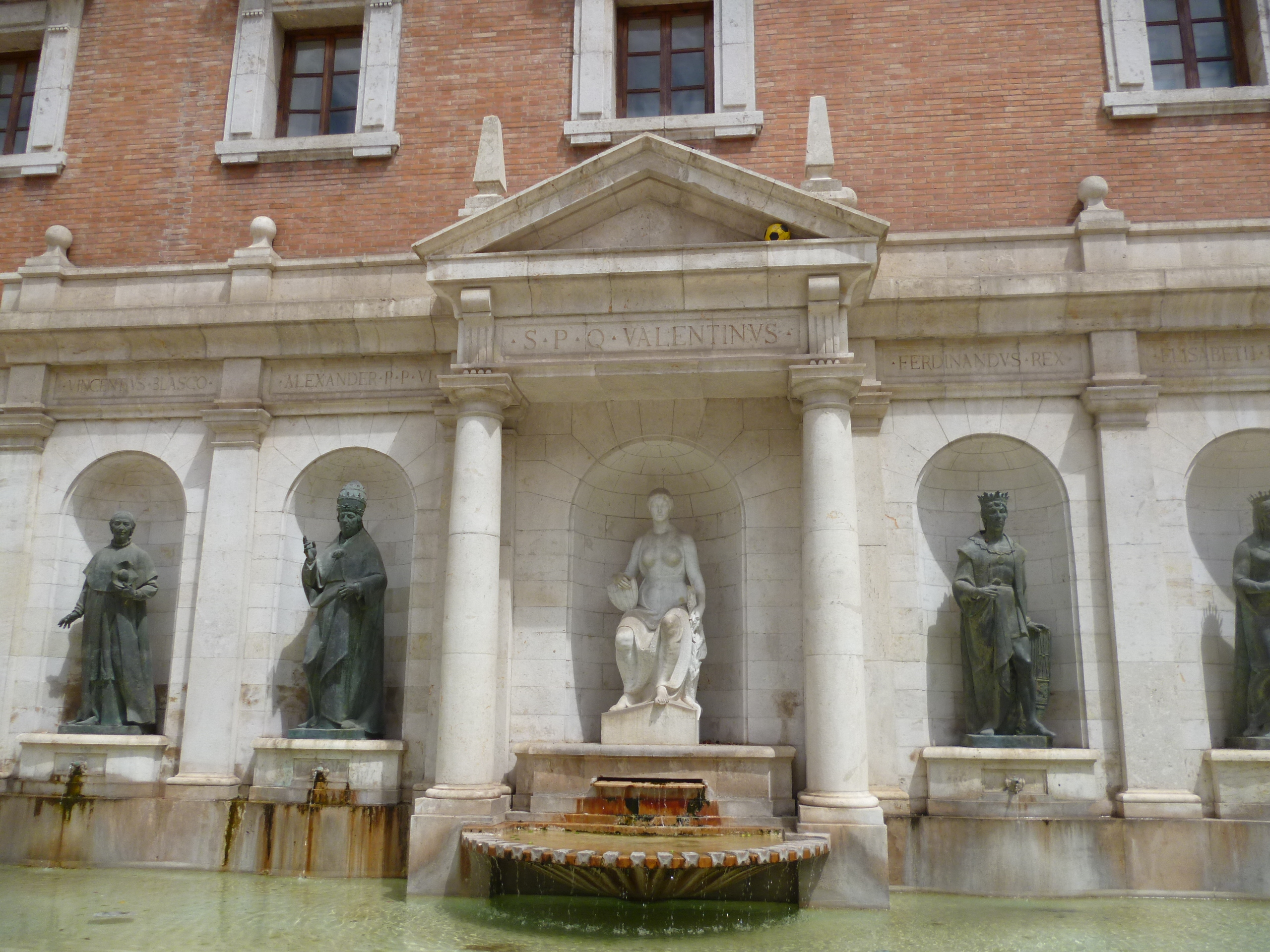
Font de la Plaça del Patriarca de València

De la seva prolífica obra destaca la següent:
- 1964: Font de la plaça del Patriarca, València.
- 1965: Monument al Mestre Serrano, València.
- 1966- 1971: Font de la glorieta Galán, Terol.
- 1966: Imatge peregrina de la Verge dels Desemparats, València.
- 1973- 1976: Retaule de l'Altar Major de l'Església de Xixona.
- 1981: Monument a Félix Rodríguez de la Fuente al Parc zoològic de Madrid.
- 1983: Estàtua d'Azorín a Moguer.
- 1985: Pas del Sant Sopar de la Setmana Santa de Conca.